# Spizaphilus gigas
Spizaphilus gigas är en insektsart som beskrevs av Heinrich Hugo Karny 1932. Spizaphilus gigas ingår i släktet Spizaphilus och familjen Anostostomatidae. Inga underarter finns listade i Catalogue of Life.